# تورا-سو (شهرستان تونگ)
تورا-سو (به لاتین: Tuura-Suu) یک منطقهٔ مسکونی در قرقیزستان است که در شهرستان تونگ واقع شده‌است. تورا-سو ۵۱۸ نفر جمعیت دارد و ۲٬۲۱۶ متر بالاتر از سطح دریا واقع شده‌است.